# Cindy Perrault
Cindy Perrault est une footballeuse française, née le 26 janvier 1996 à Angers en Maine-et-Loire. Elle évolue au poste de gardienne de but à l'En avant Guingamp.
Elle est championne du monde 2012 avec l’équipe de France U17.

## Biographie

### Carrière internationale

#### En moins de 16 ans
Nordic cup en Finlande remporte en 2010 et 
Finale de la nordic coup en Norvège perdu en finale face aux Pays-Bas en 2011. 

#### En moins de 17 ans (2012)
Coupe du monde remportée face a la Corée du Nord en Azerbaïdjan le 13 octobre 2012. 

#### En moins de 19 ans (2014-2015)
Coupe d’Europe En Israël perdu en demi finale face à l’Espagne en 2014. 
Championne de France avec les u19 de l’olympique Lyonnais deux années consécutives 2014 et 2015 face au PSG. 
2015 Intégration du groupe professionnel de l’Olympique lyonnais. 
2016 championne de France, coupe de France et ligue des champions remportée avec la D1 de Lyon.

## Statistiques et palmarès

### Statistiques
Le tableau suivant présente, pour chaque saison, le nombre de matchs joués et de buts marqués dans le championnat national, en Coupe de France (Challenge de France) et éventuellement en compétitions internationales. Le cas échéant, les sélections nationales sont indiquées dans la dernière colonne.
| Saison    | Club                   | Championnat | Championnat | Championnat | Coupe nationale | Coupe nationale | Coupe nationale | Coupe internationale | Coupe internationale | Coupe internationale | Sélections nationales | Sélections nationales | Sélections nationales |
| Saison    | Club                   | Type        | Matchs      | Buts        | Type            | Matchs          | Buts            | Type                 | Matchs               | Buts                 | Type                  | Matchs                | Buts                  |
| 2011-2012 | Olympique lyonnais U19 | CNF U19     | 6           | 0           | -               | -               | -               | -                    | -                    | -                    | U16                   | 4                     | 0                     |
| 2012-2013 | Olympique lyonnais U19 | CNF U19     | 11          | 0           | -               | -               | -               | -                    | -                    | -                    | U16 + U17             | 2 + 2                 | 0 + 0                 |
| 2013-2014 | Olympique lyonnais U19 | CNF U19     | 9           | 0           | -               | -               | -               | -                    | -                    | -                    | U19                   | 1                     | 0                     |
| 2014-2015 | Olympique lyonnais     | D1          |             |             | CdF             |                 |                 | -                    | -                    | -                    | U19                   | 7                     | 0                     |
| 2015-2016 | Olympique lyonnais     | D1          |             |             | CdF             | 1               | 0               | -                    | -                    | -                    | U19                   | 4                     | 0                     |

### Palmarès

#### En club
- Vainqueur du Challenge National U19 : 2014 et 2015 (Olympique lyonnais)
- Finaliste du Challenge National U19 : 2013 (Olympique lyonnais)

#### En sélection
- France U20
  - Vice-championne du Monde des moins de 20 ans : 2016 en Papouasie-Nouvelle-Guinée

- France U17
  - Championne du Monde des moins de 17 ans : 2012 en Azerbaïdjan

- France U16
  - Vainqueur de la Nordic Cup : 2011 en Finlande
  - Troisième de la Nordic Cup : 2012 en Norvège